# 비나신
비나신(Vinashin)은 베트남의 국영 조선 홀딩 그룹이다. 베트남 국영 조선 그룹으로 보도되었던 시기도 있었다. 2010년 경영 파탄으로 국내 기업에 대규모 사업 양도가 이루어졌다. 현재는 조선산업주식회사(베트남어: Tổng công ty Công nghiệp Tàu thủy, Shipbuilding Industry Corporation, 약칭 SBIC)로 명칭을 바꾸었다.

## 개요
원래는 북베트남 시대부터 계속 이어져 오던 국영 기업이었다. 국내의 수십 개에 달하는 조선소를 가지고 있던 것 외에도 항만 사업이나 발전 사업 등 관련 기업 등을 통해 국내 인프라 구축에도 크게 관여하고 있었다. 1990년대 이후는 도이모이의 흐름을 받아 사업 규모를 비약적으로 확대했다. 2007년 상반기 조선 사업 부문의 매출은 약 2억 3000만 달러를 넘는 규모로 성장했다. 그러나2007년-2008년 세계 금융 위기와 리먼 쇼크 등 거듭되는 경제 침체에 금융 체제가 급속히 악화되었다. 2010년에는 금융 기관의 부채가 자기자본의 10배 이상을 기록하였고 경영이 파탄이 났다. 결국 조선 사업을 베트남 석유가스공사(PVN)에, 항만 사업을 베트남 해운(Vinalines)에 양도했다. 결국 비나신은 조선과 조선 산업을 포함하여 3개의 자회사만 보유하게 되었다. 선박 건조와 수리 산업 지원, 해운업계 공무원과 근로자를위한 교육 및 기술 업그레이드를 담당한다.

## 경영 책임 추궁
경영을 악화시킨 당사자로 팜탄빈 전회장 등이 2010년 8월에 체포, 기소됐다. 재판 중에 본업인 조선업 외에 화력발전소 건설 등을 통해 공사 혼동이나 부실, 방만 경영이 밝혀졌다. 2012년 8월 배임죄에 해당하는 죄로 징역 20년 약 5,000억 동(2,400만 달러)의 민사배상을 명하는 판결을 내렸다.